# Hallenradsport-Weltmeisterschaften 2017
Die Hallenradsport-Weltmeisterschaften 2017 fanden vom 24. bis 26. November 2017 in Dornbirn in Österreich statt. Es wurden Wettkämpfe im Radball und Kunstradfahren ausgetragen.
Mit fünf Goldmedaillen war Deutschland die erfolgreichste Nation, welche bis auf den Wettbewerb im Vierer-Kunstradfahren alle Disziplinen gewinnen konnte – dort sicherte sich das Team aus der Schweiz die Goldmedaille.
Insgesamt nahmen hier 130 Sportler aus 20 Nationen teil.

## Organisation

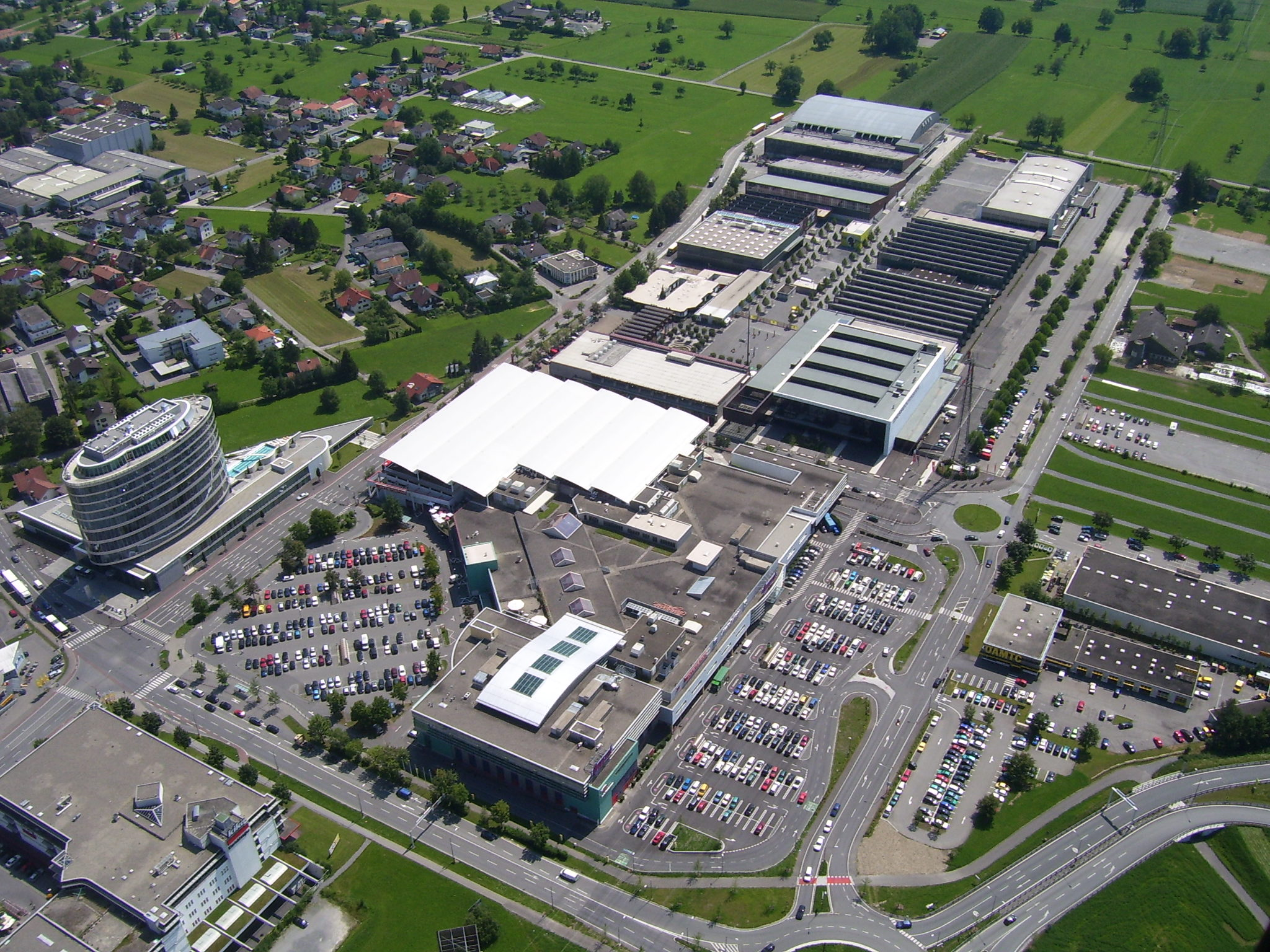
Das Gelände der Dornbirner Messe – Veranstaltungsort für die Hallenradsport-Weltmeisterschaften 2017

Vom Radsportweltverband Internationalen Radsport-Verband (UCI) werden seit 1956 Hallenradsport-Weltmeisterschaften organisiert – Radball-Weltmeisterschaften bereits seit 1930.
2017 fanden die Weltmeisterschaften zum insgesamt achten Mal in Österreich statt. Vier Mal war Wien der Austragungsort (1962, 1967, 1973, 1983) und drei Mal war bisher Vorarlberg der Ausrichter (1990 Bregenz; 2002, 2008 Dornbirn). Im November 2017 wurden die Bewerbe wie bereits 2002 und 2008 im Gelände der Messe Dornbirn ausgetragen, und zwar in Halle 11.

Gesamtverantwortlich für die Organisation dieser WM war Dieter Heidegger. Für die WM stand ein Budget von ungefähr 450.000 Euro zur Verfügung und die Durchführung wurde von etwa 400 ehrenamtlichen Helfern unterstützt.

## Radball
Hier wurde ein 2er-Teamwettkampf bei den Herren durchgeführt.

### Modus
Das Turnier umfasst zwei Gruppen: Gruppe A mit den sechs stärksten Nationen des Vorjahres und die Gruppen B mit sieben schwächeren Mannschaften.
In beiden Gruppen gab es jeweils eine Runde, in der alle einmal gegen alle spielten. In der Zwischenrunde der Gruppe-A-Teams trifft die zweitplatzierte Mannschaft der Vorrunde auf die fünftplatzierte und die dritt- auf die viertplatzierte. Die beiden Sieger dieser Zwischenrunde und der Sieger der Vorrunde qualifizieren sich für die Halbfinale.

Im ersten Halbfinale trifft der Sieger der Vorrunde auf den Sieger aus dem Spiel zwischen dem zweit- und fünftplatzierten. Der Verlierer dieses Spiels muss in einem zweiten Halbfinale gegen den Sieger aus dem Spiel zwischen dem dritt- und viertplatzierten antreten. Die beiden Sieger aus den Halbfinalen spielen schließlich im Finalspiel den Weltmeister aus. Der Sieger der Gruppe B tritt schließlich gegen den Tabellensechsten der Gruppe A um den Aufstieg respektive Verbleib in Gruppe A an.

### Gruppe A
In der Gruppe A treten sechs Teams gegeneinander um den Titel des Weltmeisters an. Die beiden Österreicher als Titelverteidiger konnten in den Vorjahren bereits vier WM-Titel in Folge erzielen.

#### Vorrunde
| Rang | Team        | Osterreich | Schweiz | Deutschland | Tschechien | Belgien | Frankreich | S | U | N | Tore    | Punkte |
| ---- | ----------- | ---------- | ------- | ----------- | ---------- | ------- | ---------- | - | - | - | ------- | ------ |
| 1.   | Österreich  |            | 5:3     | 3:3         | 11:3       | 12:4    | 7:0        | 4 | 1 | 0 | 38 : 13 | 13     |
| 2.   | Schweiz     | 3:5        |         | 5:2         | 6:4        | 7:0     | 7:2        | 4 | 0 | 1 | 28 : 13 | 12     |
| 3.   | Deutschland | 3:3        | 2:5     |             | 6:3        | 4:3     | 5:0        | 3 | 1 | 1 | 20 : 14 | 10     |
| 4.   | Tschechien  | 3:11       | 4:6     | 3:6         |            | 6:5     | 4:3        | 2 | 0 | 3 | 20 : 31 | 6      |
| 5.   | Belgien     | 4:12       | 0:7     | 3:4         | 5:6        |         | 1:1        | 0 | 1 | 4 | 13 : 30 | 1      |
| 6.   | Frankreich  | 0:7        | 2:7     | 0:5         | 3:4        | 1:1     |            | 0 | 1 | 4 | 6 : 24  | 1      |

#### Finalrunde
|  | 2. Runde | 2. Runde    | 2. Runde |  |  | 3. Runde    | 3. Runde   | 3. Runde |  |  | Halbfinale | Halbfinale | Halbfinale |  |                  | Finale           | Finale           | Finale |
|  |          |             |          |  |  |             |            |          |  |  |            |            |            |  |                  |                  |                  |        |
|  | Spiel 1  |             |          |  |  |             |            |          |  |  |            |            |            |  |                  |                  |                  |        |
|  | 2        | Schweiz     | 6        |  |  |             |            |          |  |  |            |            |            |  |                  |                  |                  |        |
|  | 5        | Belgien     | 0        |  |  |             |            |          |  |  |            |            |            |  |                  |                  |                  |        |
|  |          |             |          |  |  | Deutschland | 1          |          |  |  |            |            |            |  |                  |                  |                  |        |
|  | Spiel 2  | Spiel 2     | Spiel 2  |  |  | Schweiz     | 0          |          |  |  |            |            |            |  |                  |                  |                  |        |
|  | 3        | Deutschland | 7        |  |  |             |            |          |  |  |            |            |            |  |                  |                  |                  |        |
|  | 4        | Tschechien  | 1        |  |  |             |            |          |  |  |            |            |            |  |                  | Deutschland      | 4                |        |
|  |          |             |          |  |  |             |            |          |  |  |            |            |            |  |                  | Österreich       | 3                |        |
|  |          |             |          |  |  | V1          | Belgien    | 1        |  |  |            |            |            |  |                  |                  |                  |        |
|  |          |             |          |  |  | V2          | Tschechien | 7        |  |  |            | Tschechien | 1          |  | Spiel um Platz 3 | Spiel um Platz 3 | Spiel um Platz 3 |        |
|  |          |             |          |  |  |             |            |          |  |  | 1          | Österreich | 8          |  |                  |                  | Schweiz          | 5      |
|  |          |             |          |  |  |             |            |          |  |  |            |            |            |  |                  |                  | Tschechien       | 2      |

Endstand
| Rang | Land        | Spieler            | Spieler (Tormann) |
| ---- | ----------- | ------------------ | ----------------- |
| 1.   | Deutschland | Bernd Mlady        | Gerhard Mlady     |
| 2.   | Österreich  | Markus Bröll       | Patrick Schnetzer |
| 3.   | Schweiz     | Dominik Planzer    | Roman Schneider   |
| 4.   | Tschechien  | Jiří Hrdlička jun. | Jiří Hrdlička     |
| 5.   | Belgien     | Niels Dirikx       | Brecht Damen      |
| 6.   | Frankreich  | Quentin Seyfried   | Benjamin Meyer    |

### Gruppe B
| Rang | Land          | Spieler               | Spieler                             |
| ---- | ------------- | --------------------- | ----------------------------------- |
| 1.   | Liechtenstein | Lukas Schönenberger   | Markus Schönenberger                |
| 2.   | Ungarn        | Vilmos Toma           | Tamas Arendas                       |
| 3.   | Japan         | Riku Akatsu           | Ko Matsuda                          |
| 4.   | Hongkong      | Ho Wing Tai           | Kwan Chun Hin                       |
| 5.   | Armenien      | Mkhitaryan Arnak      | Vosdkanyan Artak                    |
| 6.   | Kanada        | Benoit Fisch          | Patrice Lavoie                      |
| 7.   | Malaysia      | Mohamad Zikri Dahalan | Mohammad Kairul Azhar Ahmad Tajudin |

### Auf-Abstiegsspiel Gruppe A/B
Lukas und Markus Schönenberger, die beiden Spieler aus Liechtenstein traten als Sieger der Gruppe B im Relegationsspiel gegen das Team aus Frankreich – den Tabellensechsten der Gruppe A – um den Aufstieg respektive Verbleib in Gruppe A an.

Frankreich konnte den Ligaerhalt nach einem Unentschieden nach regulärer Spielzeit und der Entscheidung dann im 4-Meter-Schießen erfolgreich verteidigen.
 Frankreich –  Liechtenstein (4:4) 6 : 5

## Kunstradfahren

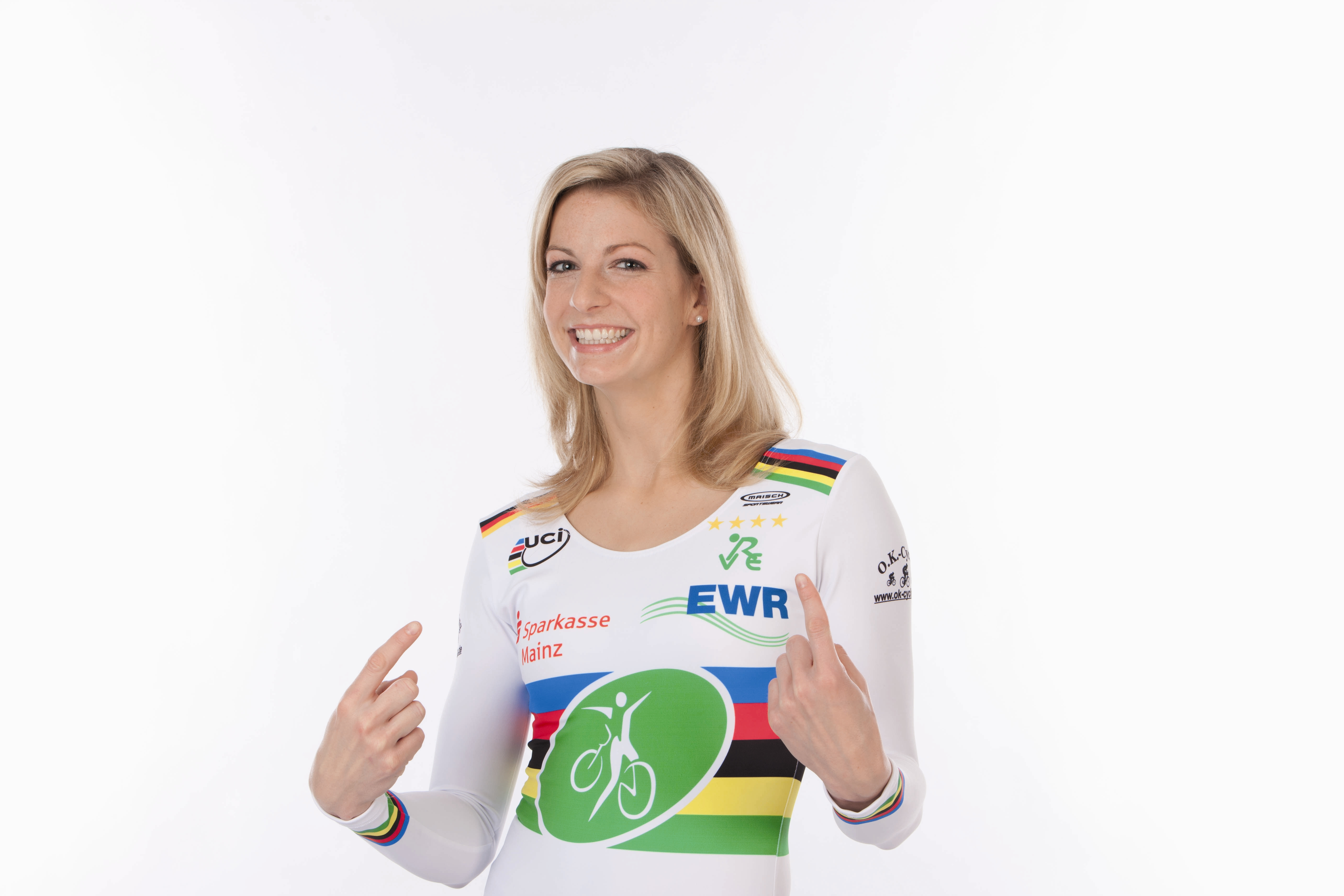
Die mehrfache Weltmeisterin Katrin Schultheis im Regenbogentrikot der Kunstradweltmeisterin (2011)

Es werden Wettkämpfe im 1er- 2er- und 4er-Kunstradfahren der Damen, im 1er-Kunstradfahren der Herren und 2er-Kunstradfahren in einer offenen Klasse durchgeführt.

### Modus
Jeder Teilnehmer bzw. jedes Team hatte eine Kür zu fahren. Diese dauert maximal fünf Minuten und beinhaltete bei den Einzelstartern 28 und bei den Duos 22 verschiedene Elemente mit je einer gewissen Schwierigkeitsstufe, die mit der Grundpunktzahl addiert als Basis für die Bewertung dienten (eingereichte Punkte). Das Endresultat ergab sich nach Abzug der Fehlerpunkte (ausgefahrene Punkte).

### Frauen

#### Einer
Insgesamt nahmen an diesem Wettkampf 19 Athletinnen aus 13 Nationen teil.
| - Adriana Mathis - Julia Walser - Tatika Bovendaerde - Nathalie Walter - Seraina Waibel - Adela Pribylova - Morgane Lebeau | - Viola Brand - Milena Slupina - Jeannette Lyonnet - Ka Man Kammy So - Julianna Sugta - Zsófia Hugyecz - Isabella Zübner | - Nazuki Kondo - Brenta Schroten - Jenifer Schrooten - Tamaris Franke Fontinha - Natalia Zibrita |

Ergebnis
| Rang | Land        | Fahrerin       | einger. | ausgef. |
| ---- | ----------- | -------------- | ------- | ------- |
| 1.   | Deutschland | Milena Slupina | 191.10  | 184.22  |
| 2.   | Deutschland | Viola Brand    | 186.50  | 183.29  |
| 3.   | Österreich  | Adriana Mathis | 182.70  | 170.10  |
| 4.   | Schweiz     | Seraina Waibel | 175.40  | 140.63  |

#### Zweier
Insgesamt nahmen am Wettkampf 10 Teams aus sechs Nationen teil.
Die deutschen Schwestern Nadja und Julia Thürmer konnten sich in der Finalrunde wie schon in den beiden Vorjahren zum dritten Mal den Sieg sichern. Wenige Tage nach der WM gaben die beiden nach mehr als 20 Jahren auf dem Kunstrad und drei Weltmeisterschaftstiteln ihren Rücktritt vom Leistungssport bekommt.
Die beiden Schweizerinnen Laura Bruder und Julia Hämmerli erstellten mit ihrem Ergebnis und den 115.60 ausgefahrenen Punkten einen neuen Schweizer Junioren-Rekord.
Ergebnisse
| Rang | Land        | Fahrerin 1      | Fahrerin 2     | einger. | ausgef. |
| ---- | ----------- | --------------- | -------------- | ------- | ------- |
| 1.   | Deutschland | Nadja Thürmer   | Julia Thürmer  | 169.60  | 162.44  |
| 2.   | Deutschland | Lena Bringsken  | Lisa Bringsken | 146.30  | 136.62  |
| 3.   | Schweiz     | Fabienne Gamper | Rahel Nägele   | 130.10  | 123.50  |
| 4.   | Schweiz     | Laura Bruder    | Julia Hämmerli | 119.70  | 114.94  |

#### 4er Team
Das Teilnehmerfeld bestand aus vier Teams und das Schweizer Team konnte bei der ersten Finalentscheidung der Weltmeisterschaft am 24. November 2017 den Titelgewinn aus dem Vorjahr erfolgreich verteidigen und wiederholen.
Ergebnisse
| Rang | Land        | Fahrerinnen                                                        | einger. | ausgef. |
| ---- | ----------- | ------------------------------------------------------------------ | ------- | ------- |
| 1.   | Schweiz     | Céline Burlet Flavia Zuber Melanie Schmid Jennifer Schmid          |         | 225.13  |
| 2.   | Deutschland | Katharina Gülich Ramona Ressel Ramona Strassner Michaela Schweiger |         | 216.04  |
| 3.   | Slowakei    | Henrietta Domin Dora Szabo Viktoria Glofac Alica Vinczeova         |         | 184.03  |
| 4.   | Österreich  | Leonie Huber Lukas Schneider Lea Schneider Julia Wetzel            |         | 174.75  |

### Männer Einer
Der Deutsche Lukas Kohl konnte seinen Erfolg aus dem Vorjahr wiederholen und sich zum zweiten Mal den Titel des Weltmeisters im Kunstradfahren-Einer sichern.
Medaillengewinner
| Rang | Land        | Fahrer        | einger. | ausgef. |
| ---- | ----------- | ------------- | ------- | ------- |
| 1.   | Deutschland | Lukas Kohl    | 207.00  | 202.75  |
| 2.   | Deutschland | Moritz Herbst | 203.20  | 194.03  |
| 3.   | Hongkong    | Chin To Wong  | 191.40  | 178.51  |
| 4.   | Schweiz     | Lukas Burri   | 180.00  | 171.35  |

### Mixed Zweier
Seit 1986 gibt es Weltmeisterschaften im Zweier-Kunstradfahren der Männer. Seit der Weltmeisterschaft 2008 können auch Paare am Wettbewerb teilnehmen. Die Bezeichnung wurde in «Mixed» geändert.
Serafin Schefold und Max Hanselmann – die Vize-Weltmeister aus dem Vorjahr – lösten am Samstagabend die vierfachen Weltmeister, die Brüder André und Benedikt Bugner ab und sicherten sich den Weltmeister-Titel im Zweier der Offenen Klasse.
Medaillengewinner
| Rang | Land        | Fahrer 1               | Fahrer 2         | einger. | ausgef. |
| ---- | ----------- | ---------------------- | ---------------- | ------- | ------- |
| 1.   | Deutschland | Serafin Schefold       | Max Hanselmann   | 164.80  | 164.28  |
| 2.   | Deutschland | André Bugner           | Benedikt Bugner  | 168.00  | 153.76  |
| 3.   | Schweiz     | Fabienne Hammerschmidt | Lukas Burri      | 151.20  | 145.43  |
| 4.   | Österreich  | Jana Latzer            | Marcel Schnetzer | 143.70  | 128.89  |